# Diffusfeldentzerrung
Die Diffusfeldentzerrung ist eine akustische Linearisierung des Frequenzgangs für ein Druckmikrofon, das sich im diffusen Schallfeld, also im Raumschallfeld R, befindet. In einem solchen Diffusfeld trifft der Schall aus allen Richtungen gleichmäßig auf die Membran des Mikrofons. Im Gegensatz dazu steht das Freifeld, auch Direktschallfeld D genannt, bei dem der Schall nur aus frontalen Schalleinfallsrichtungen auf die Membran trifft.
Bei einem diffusfeldentzerrten Mikrofon ist die übliche Höhenanhebung bei 10 bis 12 kHz insbesondere für die Schalleinfallsrichtung von vorne vorhanden. Im Diffusfeld, also wenn überall viele Reflexionen vorhanden sind, ergibt sich daher „pauschal“ ein „linearer“ Frequenzgang. Im Freifeld weist das diffusfeldentzerrte Mikrofon insgesamt eine Höhenanhebung beim Schalleinfall aus Frontalrichtungen auf.
Analog dazu gibt es auch Mikrofone, die für das Freifeld entzerrt sind. Bei ihnen ergibt sich im Freifeld ein in den Höhen linearer Frequenzgang, im Diffusfeld dagegen eine hörbare Höhenabsenkung.
Freifeld- und Diffusfeldentzerrung gibt es auch beim Kunstkopf und bei Kopfhörern. Kopfhörer brauchen keinen linearen Frequenzgang, denn sie sitzen direkt auf dem Ohr. Hier gilt eine andere Außenohrübertragungsfunktion als für frontseitig aufgestellte Lautsprecher. Damit ein Kopfhörer denselben wahrgenommenen Frequenzgang hat wie frontseitig aufgestellte Stereolautsprecher, müssen Korrekturen am Frequenzgang vorgenommen werden, die im Wesentlichen „spiegelbildlich“ zu denen eines diffusfeldentzerrten Mikrofons sind, d. h. der Pegel der oberen Frequenzbereiche muss abgesenkt werden.